# Petiční výbor Evropského parlamentu
Petiční výbor (PETI) je stálý výbor Evropského parlamentu, který se zabývá petičním procesem. Nabízí webový portál pro vytváření a přijímání petic. Jeho současnou předsedkyní, zvolenou 10. července 2019, je Dolors Montserratová, členka skupiny EPP.
Petiční právo je jedním ze základních práv evropských občanů a rezidentů. Kterýkoli z nich může předložit petici týkající se záležitosti spadající do oblasti činnosti EU. Výbor projednává kolem 1 500 případů ročně. Někdy jsou petice předložené v Parlamentu samotnými občany. Parlament se sice pokouší vyřešit problém jako mediátor, ale v případě potřeby se může k řešení občanského sporu uchýlit k soudnímu řízení.